# Pidpîlîpea, Borșciv
Pidpîlîpea (în ucraineană Підпилип'я) este un sat în comuna Turîlce din raionul Borșciv, regiunea Ternopil, Ucraina.

## Demografie
Componența lingvistică a localității Pidpîlîpea
     Ucraineană (100%)
Conform recensământului din 2001, toată populația localității Pidpîlîpea era vorbitoare de ucraineană (100%).